# Florentine Rost van Tonningen
Florentine Rost van Tonningen (født Florentine Sophie Heubel 14. november 1914 – 24. marts 2007) var gift med Meinoud Rost van Tonningen som var leder af Hollands Nationalsocialistiske Bevægelse (NSB).
Hun døde af alderdom den 24. marts 2007, i sit hjem i Waasmunster. Hun blev 92 år. En uge senere blev hun begravet i Rheden. Men allerede i 1996, havde hun købt et gravsted og en gravsten med hendes navn, fødselsdato og indskriften "Sandheden gør fri".
i løbet af sit liv mødte hun en del historiske personer heriblandt, den franske professor Robert Faurisson, historiker David Irving, Arthur Axmann, Gudrun Himmler (datter af Heinrich Himmler), Ilse Pröhl (enke af Rudolf Hess), Gertrud og Arthur Seyss-Inquart, Erich Priebke, Miguel Serrano, Matt Koehl, Luciana Frassati Gawronska, Thies Christophersen, Leon Degrelle, Franz von Papen, Hjalmar Schacht, Ernst Zündel, Otto Ernst, Colin Jordan, Manfred Roeder, Udo Walendy, og Horst Mahler.